# G4出動
《G4出动》（英語：Guangzhou G4）是广州广播电视台主打的新闻资讯节目，前身为该频道于2004年2月2日开播的知名新闻时事评论节目《新闻日日睇》的其中一个栏目。
节目最初于广州广播电视台新闻频道播出，首播时间为每天晚上19:00，曾安排于广州综合频道重播，但有关安排已取消。节目开播之初仅为20分钟，2004年10月11日改版后加长为1小时。2014年3月3日，该节目进行改版，节目名称改为“G4出动”。2024年10月15日起，节目改为中午12:30在广州综合频道首播，时长亦缩短至50分钟；原新闻频道晚7点时段则改为重播当天中午的节目。

## 节目大事记

### 新闻日日睇时期
该節目特点在於主持人陳揚以广州话及广州人的生活态度、文化观念来解读当天报纸的时事新闻，关注广州的话题和社会新闻，再加上平民和主持人的观点来评述。由于节目以言辞犀利、敢说敢言、作风强硬，有時更深入社會問題，揭示政府腐敗，因而深受观众欢迎。但在陳揚被撤及節目改版後，收視及評價都已大不如前。有些市民覺得該節目已經變成「街八」節目，只會報導爆水管、打罵、修路、求助流浪者等的小事，但卻沒有記者敢直接質問政府部門或官員，甚至沒有陳揚時代的公開論壇。有觀眾認為主持之一陳國欣是以「小學老師」的口吻教育觀眾道理，用擦邊球方式來回應政府當權者的劣績。

#### 2004年
- 2004年5月10日，《新闻日日睇》在开播三个月之后，收视首次突破1点大关。
- 2004年10月11日，《新闻日日睇》节目改版，新增“G4出动”栏目，报道广州本地民生新闻。
- 2004年11月29日，《新闻日日睇》栏目平均收视突破6点，最高峰值超过7点，
- 2004年12月，经过八个月的制作，新闻频道播出纪录片《琴童》，由新闻频道全程追踪拍摄，主要讲述广州郊外12岁少年何剑晖学琴历程。主人公何剑晖出身于贫苦家庭，父亲因车祸丧失劳动力，只能靠母亲打零工维持生计，而何剑晖一直有学习钢琴的愿望，经广州市琴星小学扶贫计划资助、该校校长左因、波兰籍教师波波娃等前辈的帮助下，何剑晖终于考上星海音乐学院附属中学，并由左因资助全部学费。此纪录片被选為2004年广州国际纪录片大会的作品；2005年12月,《琴童》被选为第19届法国FIPA国际影视节（法语：Festival_International_de_Programmes_Audiovisuels）艺术类正式参赛影片。

#### 2005年
- 2005年3月28日，《新闻日日睇》节目播出特辑《新广州人主义》，节目主持人陈扬与广州形象大使尹捷作出对广州失落的旧文化与保护粤语的探讨。[2]
- 2005年5月，《新闻日日睇》播出一连6集的特辑《走进同德围》，主要关注广州地铁一号线的建设而搬迁到广州市白云区同德围的十几万居民的生存状况，陈扬亲自采访。节目播出后造成极大反响，位于同德围的同德围货运场因此搬迁到黄金围。
- 2005年5-6月，《新闻日日睇》节目推出“情义广州”专题第一集，《情义广州，帮帮珍姐》，主要报道一位三十多岁的离异妇女“珍姐”和三十多位刑满释放人员在广州市荔湾区明心路经营的“碧源餐厅”遇到挫败面临倒闭的新闻，节目播出后造成强烈反响，观众纷纷表示捐资帮助“珍姐”，节目也对此多次追踪报道，2005年7月9日，“碧源餐厅”终于重新营业。
- 2005年6月3日，陈扬突然一改平民化形象，由西装领带，携带手提电脑上镜，面无表情地做节目，观众深感愕然，纷纷在广州电视台官方网站论坛询问缘由，其后陈扬只用只字片语回应。[3]
- 2005年10月14日，《新闻日日睇》与《活在广州》节目（此节目已与《新闻日日睇》于2007年8月6日合并）推出大型歌会《庆祝广州解放56周年——十月歌会》，庆祝广州解放56周年。

#### 2006年
- 2006年6月，针对广州市卫生局要求医院接受采访需报批的事件，陈扬发表激烈评论，矛头直指卫生局。
- 2006年8月，台风格美及强烈热带风暴碧利斯吹袭广东省北部地区，在8月初吹袭韶关市，导致乐昌部分地区山洪暴发，大量公路被冲毁，许多村镇电力通讯交通中断，众多房屋倒塌，损失惨重。8月初，《新闻日日睇》节目組织题为《情义广州，救救乐昌》捐資活動，发动广州市民捐集物资。8月5日，节目组组织80多部车、装载所集得的100多吨物资运送到乐昌赈灾。8月8日，一篇题目为《陈杨，你必须道歉！》的帖子在《羊城晚报》金羊网社区论坛发表，并且广州几大网络论坛流传，该帖的作者xigui918称：陈扬组织车队到乐昌赈灾时，因运送问题与当地政府官员争执，并在节目中指责政府官员在赈灾方面不作为，是在“煽动市民对于政府不信任”。随后陈扬在节目中斩钉截铁地表示：“对自己的行为无怨无悔，决不道歉”。[4]
- 2006年9月25日，陈扬接受中国中央电视台《大家看法》栏目的采访，陈扬在节目中反驳此帖中所提及的“煽动当地的老百姓同政府搞对立，是对乐昌市所有公务员的不尊重，是文痞行为、媒体暴力”，将其评论为“平庸的官样文章”。
- 2006年10月29日，新闻日日睇推出G4两周年实验晚会《蜕变》，晚会在广州市荔湾区文昌北路一个建筑工地上举行，舞台设在一个写满“拆”字的工地上，以有废摩托车堆出的山、工程车、加长型的豪华轿车、军用吉普车和帐篷，有虚拟的“沐足”、“发廊”、“菜市场”、“小贩”，有革命片倒转来看的胶片投影等作背景，以多个角度演绎广州的社会百态。
- 2006年11月17日，新闻日日睇推出专辑《那些花儿》，主要讲述游走在社会边缘青少年的情况，体现社会基层生活差别，也借此呼吁社会对边缘少年的关注。
- 2006年11月26日，新闻频道播出纪录片《房子》，主要讲述经历台风格美、强烈热带风暴碧利斯吹袭后的广东省韶关市乐昌县当地农民的重建与灾后生活。

#### 2007年
- 2007年5月，《新闻日日睇》多次播出保护广州市荔湾区恩宁路的相关报道，主要针对荔湾区政府于2007年3月21日首次透露恩宁路连片改造项目的初步情况。节目报道出广州老居民的复杂心态和利益诉求。2007年5月11日，荔湾区政府首次对外公布恩宁路地块连片危破房改造项目的拆迁范围，同时强调将全部保留恩宁路改造范围内的文物建筑。
- 2007年5月8日，中共广州市委、广州市人民政府公布了《关于切实解决涉及人民群众切身利益若干问题的决定》，提出了多项民生措施，《新闻日日睇》对此进行了题为《广州街坊的66个希望》的专项策划，2007年5月10日-18日播出讨论解决基层市民住房、医疗、社区治安等问题的相关报道。
- 2007年5月中旬，《新闻日日睇》节目分别播出多条火灾及有关广州老城区火灾隐患问题的新闻，主要反映了一些批发市场周围住房改仓库所导致的火灾隐患，以敦促各方重视问题，寻找解决办法。
- 2007年5月8日，天河区政府透露位于珠江新城中心地带的城中村——猎德村的整体改造方针确定，猎德村将全部拆除，原当地居民2010年可迁入在原址新建的新居。猎德村是广州市启动改造的首个城中村。2007年6月9日，《新闻日日睇》节目播出端午特别策划《酒干倘卖无》，从端午节龙船体现出广州水乡民俗风情，同时体现即将随着猎德的拆卸而消失的祖屋、龙王庙、趟栊屋以及精美的五色龙船等古代建筑及风俗。6月14日，播出同题材策划《把根留着》，透过采访猎德村原居民对过去的美好回忆等活生生地表达了老村民那种故土难离的复杂心情。6月19日端午节当天，更是播出了关于猎德村的专题片，通过影像为这个即将消逝的村庄留下永久的记忆。2007年10月8日，猎德村改造计划动土施工。
- 2007年6月28日，陈扬宣布临时由为节目编辑陈国欣和G4记者彭颖斌担任主持。2007年7月5日，广州《新快报》报道陈扬自6月28日节目后一直未露面，[5]连电视台内同事也不知他的去向，并已“传闻离职”为题，引起社会哗然，观众纷纷在广州电视台官方网站论坛询问其下落。
- 2007年7月2日，新闻日日睇G4官方博客发表了一篇未署名文章《没有他的日子（页面存档备份，存于）》，文中多次已“没有他的日子”为首，并且最后一段附上：

...再见了G4，刚才手机闹钟又响起来了，提醒我该干什么了。我的设置是某个钟点每一天都要响。现在我把所有的闹钟设置全部删除了，因为我从今以后都已经不再需要它们响了。再见了G4。对不起，一直以来让大家受苦了。现在我只想让大家明白我一点，快乐地工作比工作的成功更重要。为自己一路以来的暴君行为向大家道歉！现在暴君自由了，大家也自由了。请大家多多保重。
更加“印证”了这段传言。2007年8月6日，已经1个月未露面的陈扬终于重新出现在节目主播之位，同时，节目改版。其后，陈扬表示“失踪”只是因伤前往湖南省凤凰县休假。
- 2007年10月22日，广州市国土资源和房屋管理局发布拆迁公告，以泮塘五约周边老村建筑为主的街巷大部分被列入拆迁范围，将用于扩大荔湾湖。2007年11月7日，新闻日日睇播出《泮塘的前世今生》，以泮塘的历史风貌以及荔湾湖的发展，体现市民对泮塘的怀念以及对荔湾湖发展的展望。
- 2007年11月5日，新闻日日睇节目报道广东省从化市鳌头镇村民荔枝园因与当地政府征地协商未果而无故被砍，2007年11月6日，部分观众在节目中投诉电视信号在该段报道播出时无故被截断，却在报道播出完毕后重新恢复。2007年11月12日，有观众报料表示村民已经得到合理补偿，报道于同日播出后，节目收到新的报料于节目中表示所谓“已经得到合理补偿”的村民并非土地持有人，所报的姓名也是假名。2007年11月14日，新闻日日睇播出后续跟踪报道，报道中部分村民指出部分于11月12日节目所称已得补偿的村民更是村委的人，所谓已经得到的各种安顿措施，根本没有落实。
- 2007年12月25日，新闻日日睇播出保留广州老字号的专题报道，以北京路广州文一文化用品商店、古籍书店、新以泰体育用品公司及新港西路中山大学书籍一条街的兴衰，呼吁社会重视对文化老字号的保留。

#### 2008年

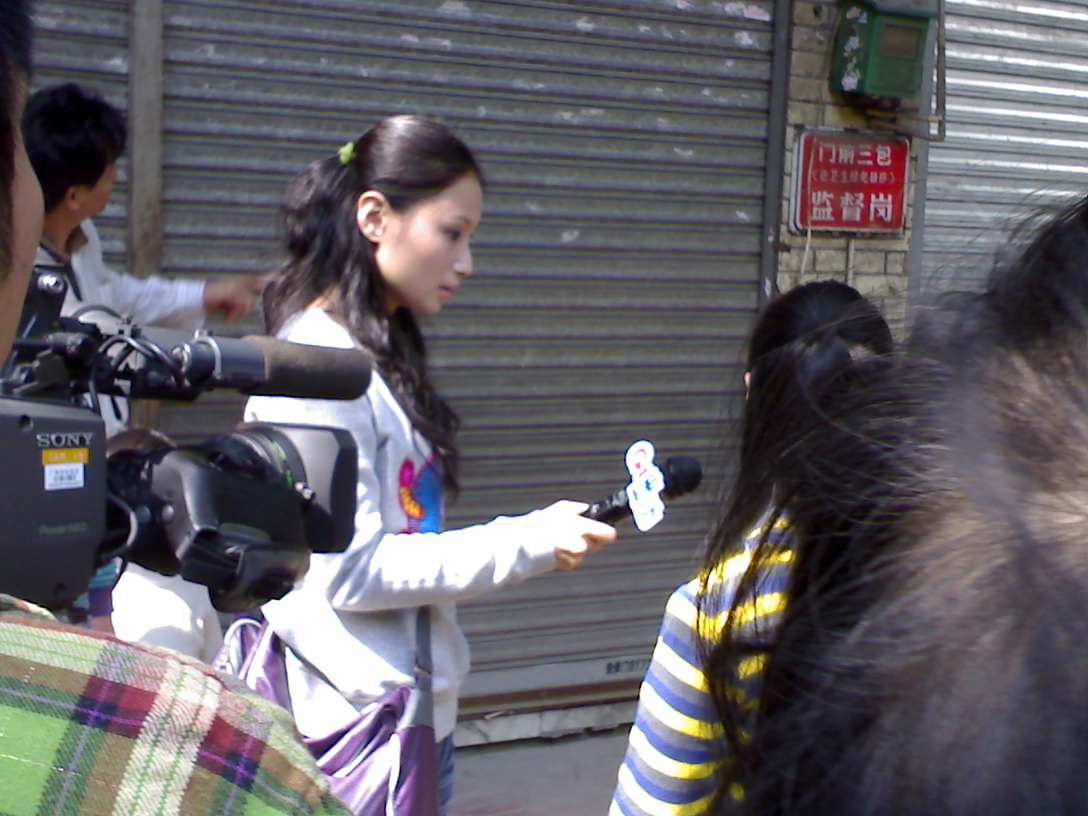
在广州街头采访市民的G4记者周欢

- 2008年1月29日－2月6日，新闻日日睇播出特别报道，直击广州火车站周邊地區2008年春运因雪灾滞留200万旅客的情况。
- 2008年2月26日，广州电视台官方网络论坛开设“G4乌托邦”版面，以求打造一个文明的网络讨论环境，但该版面于2008年2月29日被撤版。
- 2008年3月15日，大篇幅报道荔湾区西村的野蛮拆迁事件。
- 2008年3月15日，陈扬获得全国最佳时评节目主持人 、全国年度节目主持人提名；《新闻日日睇》获得全国最佳时评节目提名。颁奖词为：……他从不以主持人的姿态播报新闻，一如既往地拒绝正襟危坐，时而以一个街坊的平实与亲和力描述和分享城市的现在进行时，时而如城市战士针砭时弊捍卫市民的公共利益。家长里短的絮叨，语露锋芒的时评，折射出对草根民生的极度关怀。……
- 2008年5月7日，节目主持人陈扬担任2008年夏季奥林匹克运动会广州站火炬接力第134号火炬手。
- 2008年7月， 采访物管公司焊死业主的铁门时，被物管公司职员威挟和发生口角.
- 2008年9月，G4出动播出特别报道《歌中的故事》.主要介绍80年代初到90年代末的流行歌手，同月播出特别报道《车位之战》。
- 2008年11月，G4出动与网易合作，推出“G4 乌托邦”论坛版面。
- 2008年12月，G4出动联合网易新闻论坛、羊城晚报、广州市国家档案馆、广东美术馆、长隆集团联合举办《冬至拍广州—献给2008年之后的广州》摄影活动，收集市民在2008年冬至所拍摄的照片，集合成为相册，收藏在广州市国家档案馆。

#### 2009年
- 2009年1月1日，广州电视台新闻频道对节目播出安排作出调整，撤销《新闻日日睇》在新闻频道的所有重播，仅保留星期一至星期六晚上7时以及广州电视台综合频道星期一至星期六晚上23时10分的重播。而在1月1日的节目中，陈扬在节目中提及：

……我早就说过要把每一天的节目当作最后一期来做，这一天已经越来越临近了。今天之果，昨日之因。我无怨无悔，只是辛苦了各位街坊。新一年大吉大利，都要说声对不起，真是对不起了。……
然而該段內容在同日晚上23時10分的節目重播中被刪去。另一方面陈扬在当天节目中全身身穿黑色着装。在1月3日节目后，节目由G4记者汤璐代为主持，另一方面，新闻日日睇官方博客被关闭，点击后自动跳回广州电视台博客主页。
1月4日，有报道指广州电视台接获上级指示，要求加强新闻管理，强化正面舆论引导整肃，之后《新闻日日睇》被整顿。之前一直担任主持的陈扬亦突然不知去向。其后，网上盛传陈扬已被解僱，而广州的新闻界也确认他已暂时被冻结，原因不明。消息称，陈扬已经被暗中撤职，被要求不再插手该栏目的任何事物，而他被解雇原因有二个可能，一是由于对《信息时报》一篇题为“不折腾译法难倒国际媒体”的评论有关。他在评论中说，不折腾不应是老百姓不折腾，应该是政府不要再折腾老百姓。二是与广州没有申请到“文明城市”称号有关。另外也有消息指在2008年12月31日晚上，电视台新闻频道就已经接到上级指示要求砍掉三次节目重播。1月7日，广东电视台记者梁宇在其博客中称，陈扬已经与广州电视台约满，将不会续约。不过，当局却在1月9日开始封锁消息，将有关陈扬被解雇的留言全部删除。而在广州各处街头上，就出现许多“广州撑你”(广州支持你)的陈扬海报。自此，陈扬再没有在节目中出现。
- 2009年3月17日，陈扬出现在南方卫视节目《城事特搜》中，内容为艺术展评画。但节目中没有明确表明陈扬为何长期没有露面。
- 2009年6月，節目新增“春秋視點”欄目，由司馬春秋主持，而欄目形式與之前“七點點一點”類似，疑似是為了挽回下降的收視率作出的改動。

#### 2010年和之后
- 2010年，节目与天涯社区合作，同时将都市快报节目合并入新闻日日睇，成为新闻日日睇周末版。
- 2013年7月1日，该节目把以前读报的报道全部取消，取而代之的是视频播报国内外的新闻。
- 2013年11月11日，在广州恒大首次夺得亚冠以后，该节目只是简单播报了一段文字关于首夺亚冠类容。反而没有在2013年11月10日当天的DV现场节目的内容那么详尽的报道。

### G4出动时期
- 2014年3月3日，该节目更名为《G4出动》，改为2个主持主播节目，并恢复了曾撤销的“人人都是G4”栏目。

## 节目组成
- 7点点一点（已撤销）

在2007年8月6日節目改版時創立。主要由主持人对最近全国各大报纸头条话题導讀，並进行评论。
- 点完kin一kin（掀一掀）（已撤销）

在2007年8月6日節目改版時創立。对最近广州市内各大报纸新闻作评论。陳揚被替換後該版面缩短为5分钟。
- G4視點（已撤销）

在2009年6月創立，欄目形式與點完kin一kin類似。2011年底改版时把G4视点和G4出动的播放顺序对调；2013年7月1日改版时已撤销。
- G4睇多D

在2013年7月1日创立，主要是用视频播放聚焦国内外的各地新闻消息。
- G4出动

在2004年10月11日節目首次改版時創立；“G4”意为“Good news for you”，其概念源于港产电影中香港警務處要員保護組的俗称。由G4记者负责采访报道广州市内市民百姓的大大小小民生问题、城中热点话题，其中涉及政府管理問題（後來減少對政府管理問題的報到）。2011年底改版时把G4视点和G4出动的播放顺序对调；2013年7月1日改版时，该栏目一分为三，就是在原来G4出动节目的基礎上添加了“G4-120”的两分钟评论和“G4重案组”两个栏目。2014年3月3日，该栏目迎来10周年庆典改版。
- G4-120（已撤销）

在2013年7月1日改版时创立。该栏目是专门点评特别案件而请出了事件当事人来做嘉宾与主持人在节目的2分钟内评论该事件的来龙去脉，以反映街坊们的心声。该栏目于2013年11月中旬取消。
- G4重案组

在2013年7月1日改版时创立。该栏目是专门针对一系列的犯罪事件或疑似犯罪的不良事件来作专题报道。
- 活在广州（已撤销）

原新聞頻道獨立節目，报道广州市内趣闻、饮食娱乐好去处，采訪廣州老街坊的生活模式。2007年8月6日與新聞日日睇節目合並，成為其欄目之一。
- DCG4報道（已撤销）

於2005年4月創立，由觀眾提供照片或短片以及評論，並於節目中播出。
- DV特工（已撤销）

與DCG4報道同期創立，內容與G4出動大致相同。由G4記者製作，但播出時記者姓名由化名代替。
- 广州影像（已撤销）

攝錄广州平民百姓的普通生活片段。部分成為紀錄片。早期为单独栏目，后来改为节目片尾。
- 有乜讲乜（已撤销）

由陳揚读出节目观众来信、手机短信及广州电视台网站论坛（廣視網論壇）网友留言，是2007年以前較為關注的版塊。
- 人人都是G4

於2009年8月3日創立，主要以觀眾報名所擔任的G4記者采訪報導新聞。每周根據收視率來評定當周冠軍並發放獎金。后来在2010年2月取消了，直到2014年3月3日改版才恢复了该栏目。
- 潮爆粵語（已撤销）

與人人都是G4同期創立，主要講述時下粵語用詞的由來以及與當今社會上的關係。
- G4 MEMO纸

在2011年6月1日创立，主要为街坊提供一个广阔的互动平台。
- G4指数

在2013年7月1日改版时创立。主要为街坊提供一个出行、生活、娱乐以及悠闲、文体的资讯。

## 主持人

### 新闻日日睇时期
- 陈扬（2004年2月2日-2009年1月3日）
- 林颐（2014年3月3日起）
- 司馬春秋（2009年6月起）
- 汤璐（2008年3月起）
- 陈国欣（2005年起，同时担任周日版主播）
- 彭颖斌（2007年7月）
- 林洁（2009年8月3日起）
- 张健（由广州电台调至广州电视台主持）

新闻日日睇自陈扬被第一次“被撤”后已无固定的主持人。例如，在陈扬第一次“被撤”后，新闻日日睇由汤璐、陈国欣和彭颖斌轮流主持；之后彭颖斌取消主持之职继续为G4记者。
在2009年元旦陈扬正式被“下课”后，汤璐和陈国欣便成为名副其实的主持；由两人每周一次轮流主持。同年6月起节目由司马春秋主持，不久节目便分开两个大栏目并由两位主持人共同主持。同年8月3日改版后，林洁成为新一代节目主持，但不久后新闻日日睇主持一职又被轮流交替，轮流周期为每周一次。在2011年，節目週一到週五一般是林潔主持，而節目的週日版則一般由陳國欣主持。

### G4出动时期
- 邓世恒
- 黄晓嘉
- 张小颖
- 陈旻旻
- 罗洁

## G4记者团队
| - 陈晶晶 - 彭颖斌 - 吴晓斌 - 李欣 - 邱浩润 - 褚浩霖 | - 王祥麟 - 傅志群 - 区小鸣 - 吴晓霞 - 黄树颖 - 楊劍琴 | - 谢德炬 - 梁燕飞 - 谭静 - 刘昊 - 汤璐 - 何薇 | - 曾韵 - 刘婉珊 - 丘浩潤 - 田宇 - 何永淳 - 李敏谊 | - 丛高 - 周欢 - 郑雅璇 - 冯慧妍 - 冯奔 - 林潔 |

## 爭議及事件

### 主持人陳揚於2005年多次被傳因內容問題缺席節目
節目開播之初，主持人陳揚在節目中以其正直形象、平民視覺、敢說敢言、措辭強硬及大眾化用語評論新聞的手法廣受廣州市民歡迎。其中，多次重點提及廣州本土化意識以及對粵語的保護，如提出“新廣州人主義”和《走進同德圍》等。2004年2月至11月，節目收視率從起步的不足1%飆升至5.25%(約52萬5000人)。
然而，於2005年開始，陳揚多次無故或以休假、受傷、生病等為由缺席節目，在复出后於節目中的評論手法開始也轉向溫和，引起觀眾對該節目評價下降。而陳揚每次缺席主持節目時多次被傳因在節目中所談論的話題過激或過度政治敏感而被臨時替換甚至離職。2009年3月29日，陈扬现身广州市越秀区文明路市一宫参与活动。有记者问到关于他在《新闻日日睇》几次“消失”的往事时，陈说：“我只想说‘人在幹，天在看。’成功也好，失败也好，我希望过去能画上句号，现在重新开始生活。”

### 《G4出动：抗疫最前线》報道被香港民建聯立法會議員蔣麗芸誤用
於2019冠狀病毒病疫情期間，廣東省採取不同防疫措施，其中包括強制市民於公眾場所戴口罩。G4出动推出環節《抗疫最前线》，其中提及網上「消毒口罩可再用」的傳言，並引用廣東衛健委及廣州傳染病專家的言論，指未去過醫院等高危場所、僅在公共場所進行防護的情況下，可以對口罩進行消毒並重複使用不超過5次，但再次使用口罩是「是买不到口罩时迫不得已的方法，原则上不建议口罩二次利用」。
該節報導在刪去包括背景在內的內容後發布至該欄目的微信公眾號，並被香港民建聯立法會議員蔣麗芸在其Facebook上載，提及『高溫蒸氣消毒』口罩。其後，香港大學感染及傳染病中心總監何栢良炮轟影片是假新聞，內容大錯特錯兼害死人。何又舉例指在2003年沙士爆發期間，就有醫護人員因為重覆使用口罩而受到感染。香港中文大學呼吸系統科講座教授許樹昌表示蒸口罩或紫外光消毒的方式並不可行，他強調外科口罩用過數小時後就要棄置，高溫消毒反而會破壞口罩的三層結構。